# Stroud, Hampshire
Stroud är en by och en civil parish i East Hampshire i Hampshire i England. Orten har 360 invånare (2011).